# Elmen
Elmen est une commune autrichienne du district de Reutte dans le Tyrol.

## Géographie

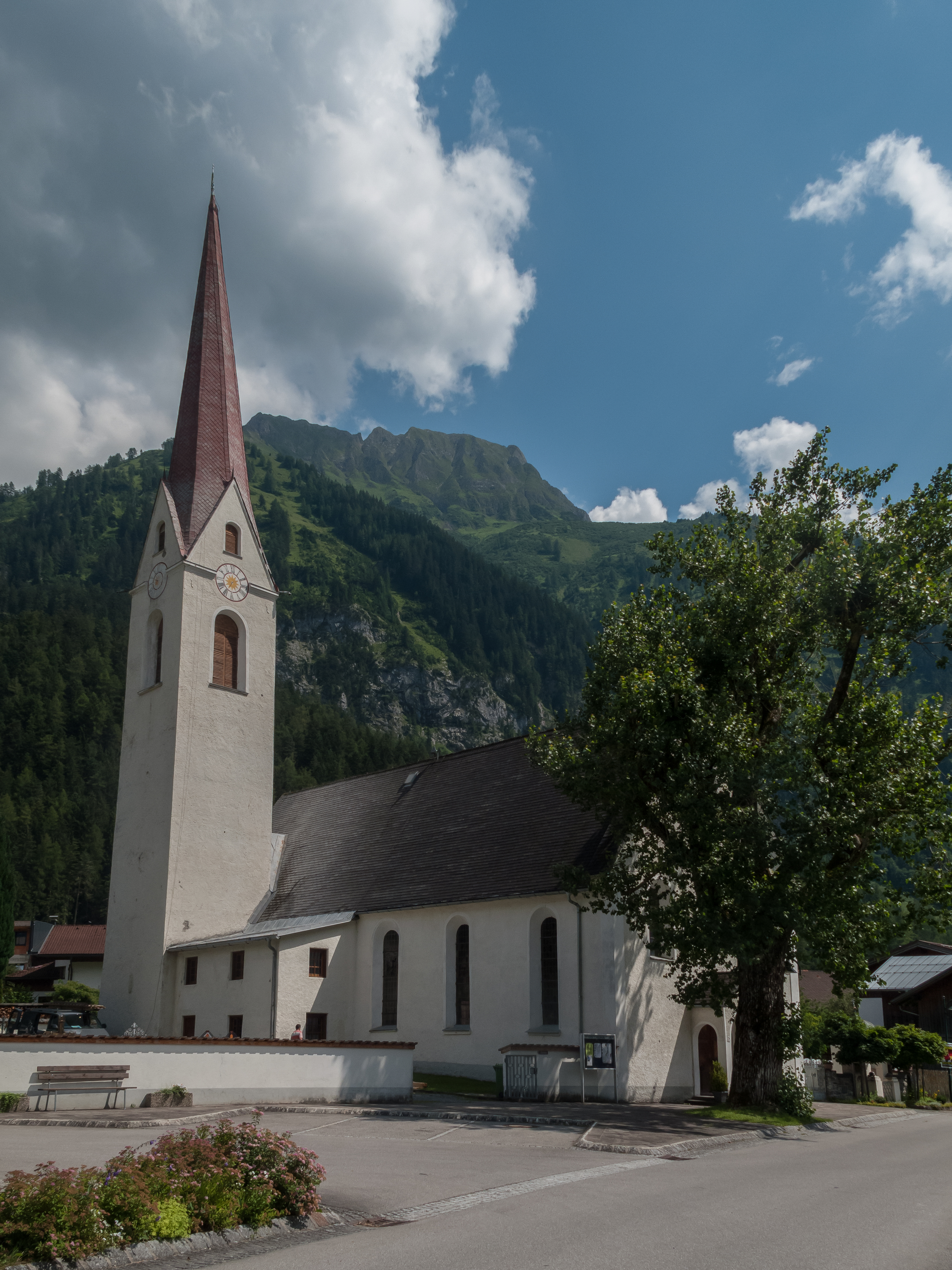
L'église paroissiale Zu den Heiligen Drei Königen.